# Freiwassereuropameisterschaften 2011
| Freiwassereuropameisterschaften | Freiwassereuropameisterschaften |
| ------------------------------- | ------------------------------- |
| Veranstaltungsort               | Eilat (Israel)                  |
| Teilnehmende Länder             | 21                              |
| Teilnehmende Athleten           | 90                              |
| Wettbewerbe                     | 7                               |
| Eröffnung                       | 7. September 2011               |
| Abschluss                       | 11. September 2011              |

Die Freiwassereuropameisterschaften fanden vom 7. bis 11. September 2011 in Eilat statt. Es wurden sieben Wettbewerbe ausgetragen, Einzelwettbewerbe für Frauen und Männer über die Distanzen 5, 10 und 25 Kilometer sowie ein 5-Kilometer-Teamwettbewerb. Insgesamt nahmen 90 Athleten aus 21 Ländern an den Wettkämpfen teil.

## Ergebnisse Frauen

### 5 Kilometer
| Platz | Athlet                | Land | Zeit (min) |
| ----- | --------------------- | ---- | ---------- |
| 1     | Rachele Bruni         | ITA  | 55:51,0    |
| 2     | Jana Pechova          | CZE  | 57:06,0    |
| 3     | Coralie Codevelle     | FRA  | 57:16,7    |
| 4     | Swann Oberson         | CHE  | 57:48.0    |
| 5     | Natalia Charlos       | POL  | 57:54,1    |
| 6     | Alice Franco          | ITA  | 58:08,9    |
| 7     | Danielle Hall-Jackson | GBR  | 58:10,5    |
| 8     | Elizaveta Gorshkova   | RUS  | 58:11,8    |

Datum: 10. September 2011

### 10 Kilometer
| Platz | Athlet              | Land | Zeit (h)  |
| ----- | ------------------- | ---- | --------- |
| 1     | Martina Grimaldi    | ITA  | 2:00:18,6 |
| 2     | Rachele Bruni       | ITA  | 2:00:19,2 |
| 3     | Nadine Reichert     | GER  | 2:00:20,0 |
| 4     | Margarita Domínguez | ESP  | 2:00:24,5 |
| 5     | Karla Šitić         | CRO  | 2:00:24,7 |
| 6     | Anna Olasz          | HUN  | 2:00:24,7 |
| 7     | Anna Guseva         | RUS  | 2:00:26,2 |
| 8     | Jana Pechova        | CZE  | 2:00:27,8 |

Datum: 7. September 2011
 Swann Oberson belegte in 2:00:42,7 h Rang 12.

### 25 Kilometer
| Platz | Athlet              | Land | Zeit (h)  |
| ----- | ------------------- | ---- | --------- |
| 1     | Alice Franco        | ITA  | 5:26:23,6 |
| 2     | Margarita Domínguez | ESP  | 5:26:42,7 |
| 3     | Jana Pechova        | CZE  | 5:26:44,2 |
| 4     | Anna Uvarova        | RUS  | 5:26:45,1 |
| 5     | Maria Bulakhova     | RUS  | 5:26:47,4 |
| 6     | Daniela Pinto       | POR  | 5:26:50,0 |
| 7     | Célia Barrot        | FRA  | 5:27:35,1 |
| 8     | Silvie Rybárová     | CZE  | 5:27:51,7 |

Datum: 11. September 2011
 Ines Hahn belegte in 5:31:18,7 h Rang 11.

## Ergebnisse Männer

### 5 Kilometer
| Platz | Athlet                 | Land | Zeit (min) |
| ----- | ---------------------- | ---- | ---------- |
| 1     | Simone Ercoli          | ITA  | 53:34,9    |
| 2     | Jan Wolfgarten         | GER  | 53:39,0    |
| 3     | Michael Dmitriev       | ISR  | 54:03,5    |
| 4     | Jewgeni Dratzew        | RUS  | 54:12,7    |
| 5     | Romain Béraud          | FRA  | 54:16,3    |
| 6     | Thomas Lurz            | GER  | 54:35,3    |
| 7     | Kirill Abrossimow      | RUS  | 55:00,5    |
| 8     | Gianlorenzo Parmigiani | ITA  | 55:13,6    |

Datum: 10. September 2011
 Matthias Schweinzer belegte in 57:17,2 min Rang 20.

### 10 Kilometer
| Platz | Athlet                | Land | Zeit (h)  |
| ----- | --------------------- | ---- | --------- |
| 1     | Thomas Lurz           | GER  | 1:53:18,2 |
| 2     | Wladimir Djattschin   | RUS  | 1:53:20,0 |
| 3     | Igor Snitko           | UKR  | 1:53:21,5 |
| 4     | Jewgeni Dratzew       | RUS  | 1:53:25,0 |
| 5     | Nicola Bolzonello     | ITA  | 1:53:26,1 |
| 6     | José Francisco Hervás | ESP  | 1:53:26,3 |
| 7     | Petar Stojtschew      | BUL  | 1:53:26,7 |
| 8     | Csaba Gercsák         | HUN  | 1:53:28,8 |

Datum: 7. September 2011
 Christian Reichert belegte in 1:53:34,6 h Rang 13.

 Matthias Schweinzer wurde disqualifiziert.

### 25 Kilometer
| Platz | Athlet             | Land | Zeit (h)  |
| ----- | ------------------ | ---- | --------- |
| 1     | Brian Ryckeman     | BEL  | 5:05:02,2 |
| 2     | Petar Stojtschew   | BUL  | 5:05:06,6 |
| 3     | Joanes Hedel       | FRA  | 5:05:18,3 |
| 4     | Ivan Afanevich     | RUS  | 5:05:28,6 |
| 5     | Csaba Gercsák      | HUN  | 5:05:31,8 |
| 6     | Arseniy Lavrentyev | POR  | 5:08:23,9 |
| 7     | Rostislav Vítek    | CZE  | 5:09:03,9 |
| 8     | Ihor Tscherwynskyj | UKR  | 5:09:04,3 |

Datum: 11. September 2011
 Benjamin Konschak belegte in 5:37:46,3 h Rang 19.

 Sergej Bauer beendete das Rennen vorzeitig.

## Ergebnisse Teamwettbewerb

### 5 Kilometer
| Platz | Athlet                                                  | Land | Zeit (h)  |
| ----- | ------------------------------------------------------- | ---- | --------- |
| 1     | Rachele Bruni Simone Ercoli Luca Ferretti               | ITA  | 0:56:12,4 |
| 2     | Svenja Zihsler Rob Muffels Hendrik Rijkens              | GER  | 0:57:15,2 |
| 3     | Coralie Codevelle Damien Cattin-Vidal Sébastien Fraysse | FRA  | 0:57:41,1 |
| 4     | Anna Uvarova Jewgeni Dratzew Kirill Abrossimow          | RUS  | 0:58:28,6 |
| 5     | Anna Olasz Csaba Gercsák Gergely Kutasi                 | HUN  | 0:58:47,1 |
| 6     | Yurema Requena Jonatan Castet Hector Ruiz               | ESP  | 0:59:23,8 |
| 7     | Chen Pinsly Yuval Safra Michael Dmitriev                | ISR  | 1:04:17,6 |

Datum: 8. September 2011